# Abel Rey
Abel Rey (28 de diciembre de 1873-13 de enero de 1940) fue un filósofo francés e historiador de la ciencia, que influyó, entre otros, en Gaston Bachelard. 

## Trayectoria
Abel Rey sucedió al matemático Gaston Milhaud (1858-1918) en la universidad de la Sorbona, en París, como profesor de historia de la filosofía en sus relaciones con la ciencia.
Fundó el prestigioso centro —hoy en activo— "Institut d'histoire des sciences et des techniques", con el fin de lograr una cooperación de las ciencias y técnicas con las humanidades, para el estudio de la cultura de determinada zona y época. Sus objetivos eran: crear una institución en la que colaborasen profesores de la Facultad de Letras, de la Facultad de Ciencias y del Collège de France; que trabajasen conjuntamente estudiantes de los laboratorios científicos con otros de historia o de filosofía; y rechazanr con esa práctica la división entre las dos ramas del pensamiento (según consta en el acta de la primera reunión del Consejo Científico del Institut, 4-3-1932).
Suele argumentarse que Abel Rey influyó, por su positivismo físico-matemático, en la formación de Círculo de Viena.
Gaston Bachelard, conocido historiador y filósofo de las ciencias, sucedió a Abel Rey como Profesor en la Sorbona (estuvo en la cátedra desde 1940 hasta 1954), y asimismo fue director del "Institut d'histoire des sciences et des techniques", que este había creado.

## Obras
- La théorie de la physique chez les physiciens contemporains, 1907.
- La philosophie moderne, 1908.
- La science dans l'antiquité, 1930.
- Les mathématiques en Grèce, au milieu du Ve siècle, 1935.
- La maturité de la pensée scientifique en Grèce, 1939.